# Ingrid Korosec
Ingrid Korosec (* 22. November 1940 in Böheimkirchen) ist eine österreichische Politikerin (ÖVP). Sie war u. a. ÖVP-Generalsekretärin und sechs Jahre lang Volksanwältin der Republik Österreich.

## Leben
Die gebürtige Niederösterreicherin trat nach der Handelsschule 1956 bei ADEG-St. Pölten ein, absolvierte die Handelsakademie und studierte nach der Matura einige Semester Volkswirtschaft. Dann war sie mehrere Jahrzehnte im privatwirtschaftlichen Management tätig, so bereits 1961 als Leiterin einer EDV-Abteilung, ab 1982 als Zentralbetriebsrats-Vorsitzende und 1984–94 in der Wiener Kammer für Arbeiter und Angestellte.
Ihre politische Laufbahn begann sie 1983 als Gemeinderätin und Abgeordnete zum Wiener Landtag. 1986 wurde sie in den Nationalrat gewählt, dem sie neun Jahre angehörte, und 1991–95 zur Generalsekretärin der Österreichischen Volkspartei. 1995 wurde sie zu einem Mitglied der Volksanwaltschaft gewählt, und hatte diese Position sechs Jahre inne. Danach wechselte sie wieder in den Wiener Gemeinderat.
Im Jänner 2016 übernahm sie als Nachfolgerin von Andreas Khol den Bundesvorsitz im Österreichischen Seniorenbund. Am 7. November 2019 wurde sie in der konstituierenden Sitzung der Alterssicherungskommission neben dem Vorsitzenden Walter Pöltner zu dessen Stellvertreterin gewählt.
Ingrid Korosec ist Mutter zweier Söhne und hat drei Enkelkinder. Ihre Freizeit widmet sie der Kultur und dem Sport.

## Auszeichnungen
- Großes Silbernes Ehrenzeichen am Bande für Verdienste um die Republik Österreich[3] (2001)